# 水曜日の情事
『水曜日の情事〜a Wednesday love affair』（すいようびのじょうじ）は、2001年10月10日から12月19日までフジテレビ系列「水曜劇場」で放送されたテレビドラマ。主演は本木雅弘。

## あらすじ
敏腕編集者の佐倉詠一郎と、住宅リフォーム会社を経営する佐倉あいは、結婚3年目。互いに多忙ながら、周囲も羨むおしどり夫婦だった。ある日、あいの元に天地操の夫が亡くなったと友人から電話が入る。操とは長年の親友であったが、ある事情から15年もの間会っていなかった。数日後、あいは詠一郎と共に操の夫の告別式に向かう。

## 出演
- 佐倉詠一郎（35）：本木雅弘
- 佐倉（岡島）あい（33）：天海祐希
- 前園耕作（29）：原田泰造（ネプチューン）
- 岡島明洋（31）：谷原章介
- 浜崎由香子（22）：伊東美咲
- 小暮志麻子（33）：木村多江
- 沖野晶午（32）：北村一輝
- 田畑ミチル（21）：眞鍋かをり
- 都山ハコ（20）：金子さやか
- 平松瑛子：蓼沼千晶
- 溝口美紀子：林真奈美
- 倉木景子：永松恵子
- 大森年宏（46）：田山涼成
- 溝口興三郎（55）：田村亮
- 天地操（33）：石田ひかり

## スタッフ
- 脚本：野沢尚
- 演出：永山耕三、西浦正記、成田岳
- プロデュース：永山耕三、喜多麗子、平賀公泰
- 音楽：Knife（ポニーキャニオン）
- 主題歌：久保田利伸「Candy Rain」
- 挿入歌：小原明子「MERMAID」
- 制作：フジテレビ制作センター第一制作部

## 放送日程
| 1                                                          | 10月10日 | 生涯妻を愛する男       | 永山耕三 | 12.7% |
| 2                                                          | 10月17日 | 肉体の小悪魔           | 永山耕三 | 9.6%  |
| 3                                                          | 10月24日 | 恐るべき妻の正体       | 西浦正記 | 12.5% |
| 4                                                          | 10月31日 | シチューに夫の…        | 西浦正記 | 10.8% |
| 5                                                          | 11月07日 | 妻と愛人の記念日       | 永山耕三 | 12.8% |
| 6                                                          | 11月14日 | 愛人、壊れる           | 永山耕三 | 12.6% |
| 7                                                          | 11月21日 | 怖い女                 | 西浦正記 | 12.7% |
| 8                                                          | 11月28日 | 逆転不倫               | 西浦正記 | 13.4% |
| 9                                                          | 12月05日 | 追憶…会いたい…愛の告白 | 成田岳   | 11.2% |
| 10                                                         | 12月12日 | 最後の最後に…          | 西浦正記 | 10.9% |
| 11                                                         | 12月19日 | 結婚式の悲恋           | 永山耕三 | 13.0% |
| 平均視聴率 12.0%（視聴率は関東地区・ビデオリサーチ社調べ） |          |                        |          |       |

- 初回は21時 - 22時9分の15分拡大[1]。

## 受賞歴
- 第31回ザテレビジョンドラマアカデミー賞[2]
  - 脚本賞（野沢尚）

## エピソード
- 「不倫」という大人向けのテーマで、9時台より10時台の放送が相応しいと思われるこの作品が、水曜9時に放送されたのは、「水曜日が男が最も不倫をする可能性が高い曜日だから」という理由である（月、火の週の始めから後ろめたい事は出来ない、木、金は会社の接待で埋まってしまう、土日は家族サービスにあてなくてはならない。そうなると愛人に残されたのは水曜日、という説があるらしい）。ちなみに当時のフジテレビの水曜10時はバラエティ番組の時間帯であった。
- この作品で共演した天海と石田は、かねてから親しい仲であり、共演を喜んでいた。
- 劇中、原田演じる小説家の作品の中に、同じ野沢脚本のドラマ「恋人よ」（1995年、フジテレビ系）のストーリーの一部が描かれている。